# Cédric Béal
Pour les articles homonymes, voir Béal.
Pas d'image ? Cliquez ici

a Compétitions nationales et continentales officielles uniquement.

b Matchs officiels uniquement.
Cédric Béal, né le 17 octobre 1986 à Orange dans le Vaucluse, est un joueur français de rugby à XV et à sept qui évolue au poste de troisième ligne aile. Il se reconvertit ensuite en tant qu'entraîneur.

## Biographie

### Carrière de joueur
En 2010, en provenance du RC Toulon, Cédric Béal signe un contrat de deux saisons avec l'US Dax.
Il s'engage en 2013 avec le FC Grenoble

### Carrière d'entraîneur
En 2019, Béal choisit de mettre un terme à sa carrière de joueur ; il se reconvertit en tant qu'entraîneur, intégrant le staff en en tant que responsable des espoirs du Lyon OU. Lors de l'intersaison 2021, il entraîne l'équipe lyonnaise de rugby à sept dans le cadre du Supersevens.
En 2022, il suit le manager Pierre Mignoni et quitte le Lyon OU pour revenir au RC Toulon, toujours en tant qu'entraîneur des espoirs. Il entraîne aussi l'équipe toulonnaise de rugby à sept dans le cadre du Supersevens 2022.

## Palmarès
- Championnat de France de rugby à XV Reichel :
  - Finaliste : 2005[réf. nécessaire].
- Championnat de France de rugby à sept des moins de 21 ans :
  - Champion[réf. nécessaire].
- Championnat de France de rugby à XV de 2e division :
  - Vice-champion : 2008 avec le RC Toulon.
  - Demi-finaliste : 2012 avec l'US Dax.

## Statistiques en équipe nationale
- Équipe de France de rugby à sept : participation aux tournois de George et Tunis 2006 et Tunis, Hong Kong et Adélaïde 2007